# Therese Islas Helgesson
Therese Islas Helgesson, née le 22 juillet 1981 à Nacka, est une handballeuse internationale suédoise, qui évolue au poste de demi-centre.

## Biographie
En 2010, Therese Islas Helgesson rejoint le Toulon Saint-Cyr Var Handball, en provenance du club danois de GO Gudme Svendborg TGI, en même temps que sa compatriote et coéquipière Kristina Flognman.

## Palmarès

### En club
- Vainqueur de la coupe de France en 2011 et 2012 avec Toulon Saint-Cyr

### En équipe nationale
- Vice-championne d'Europe en 2010 avec la Suède[3]
- Participation aux Jeux olympiques de 2008 et 2012 avec la Suède[4]